# Mortes em janeiro de 2025
Mortes em 2025: ← Janeiro – Fevereiro – Março – Abril – Maio – Junho – Julho – Agosto – Setembro – Outubro – Novembro – Dezembro →
Esta é uma relação de pessoas notáveis que morreram durante o mês de janeiro de 2025, listando nome, nacionalidade, ocupação e ano de nascimento.

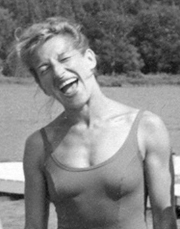
Ágnes Keleti, ginasta húngara.

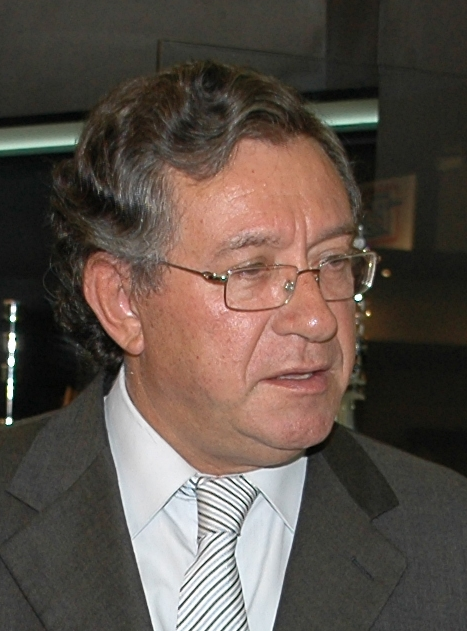
António Couto dos Santos, político português.

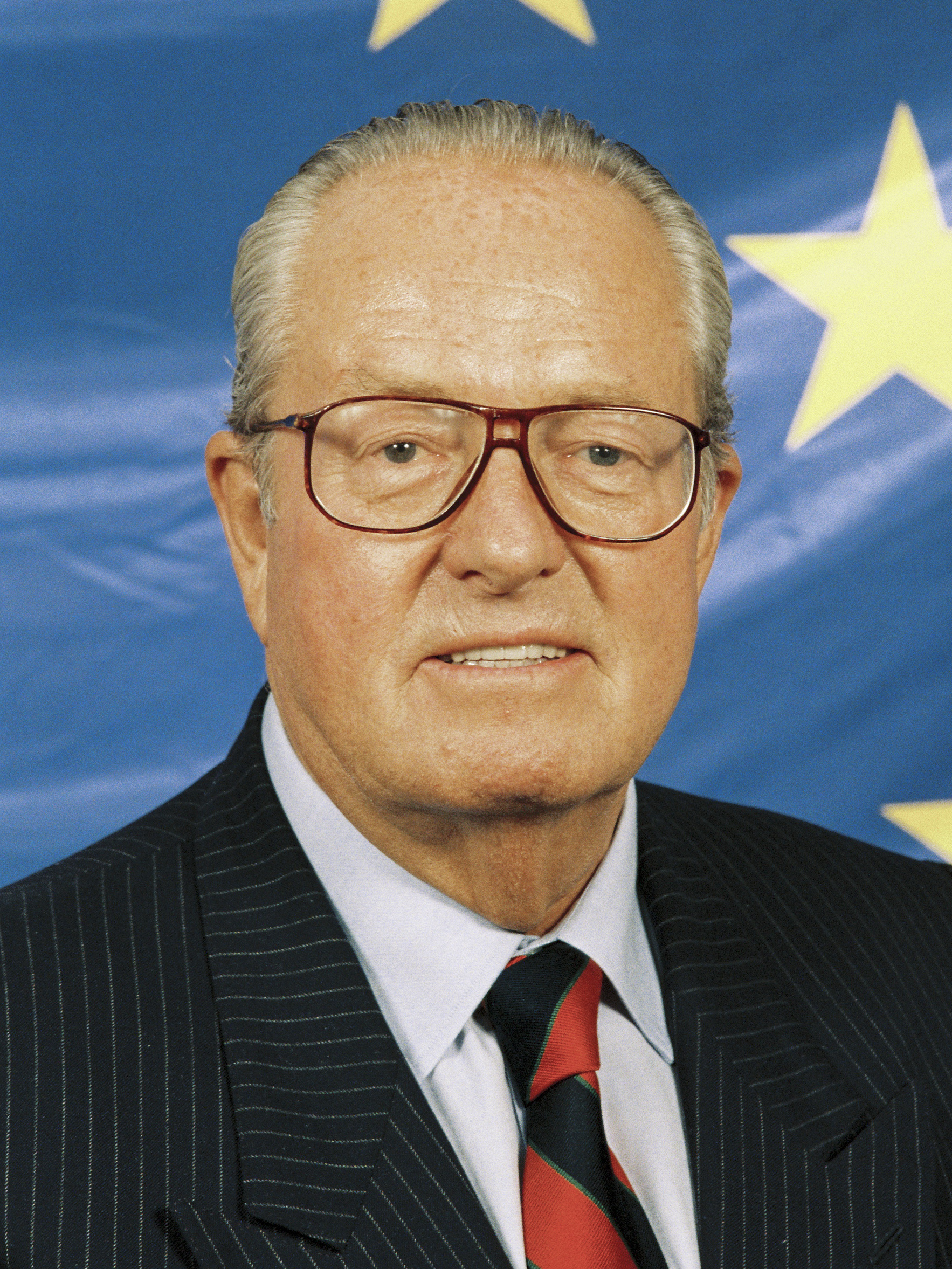
Jean-Marie Le Pen, político francês.

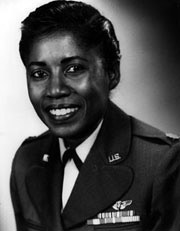
Nancy Leftenant-Colon, enfermeira estadunidense.

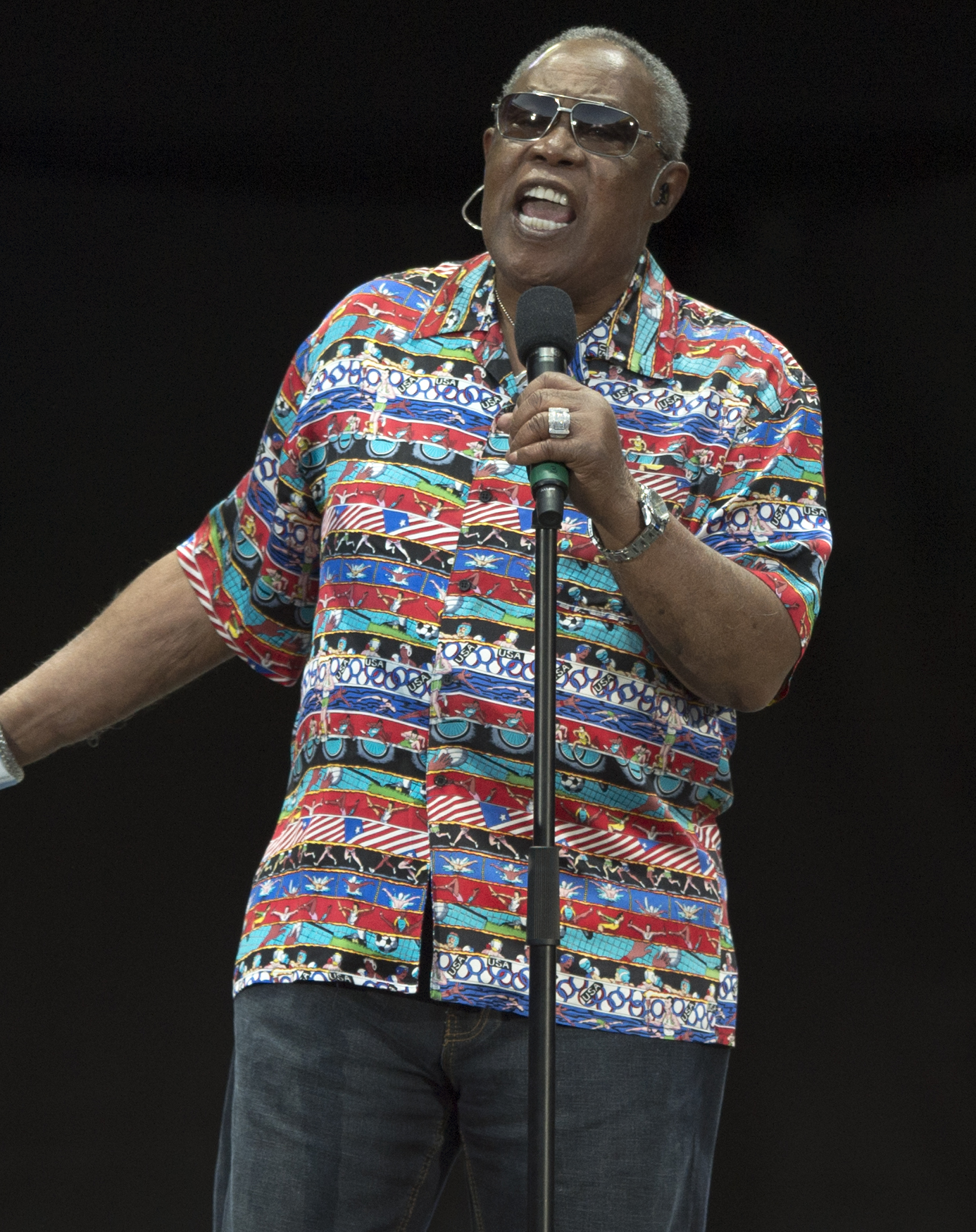
Sam Moore, músico estadunidense.

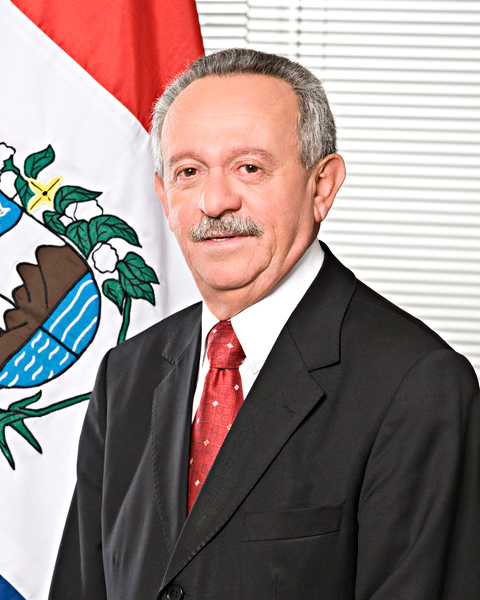
Benedito de Lira, político brasileiro.

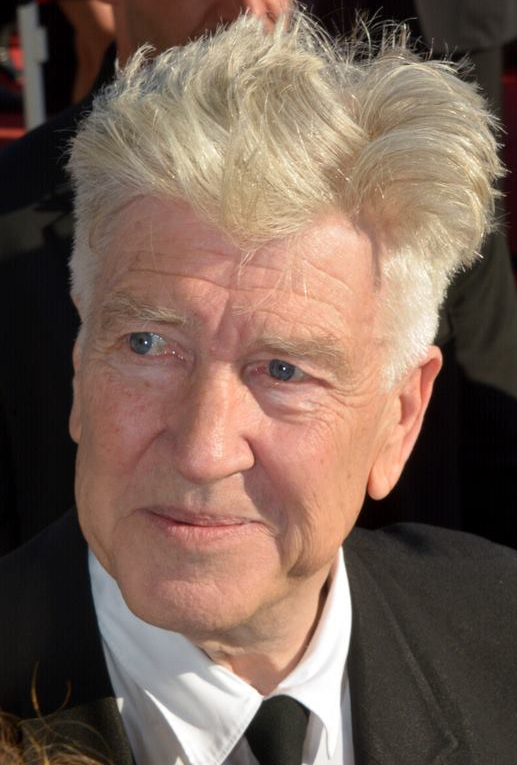
David Lynch, cineasta estadunidense.

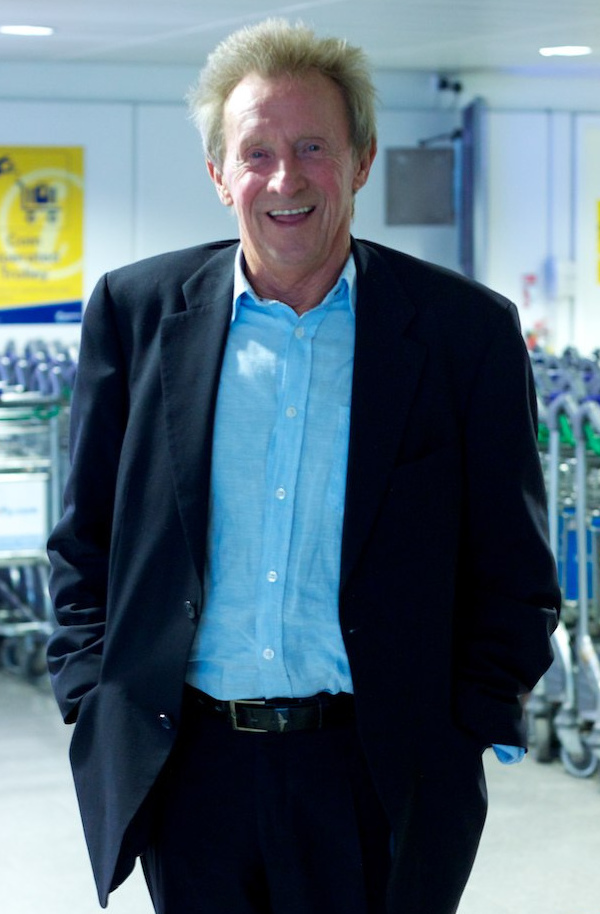
Denis Law, futebolista britânico.

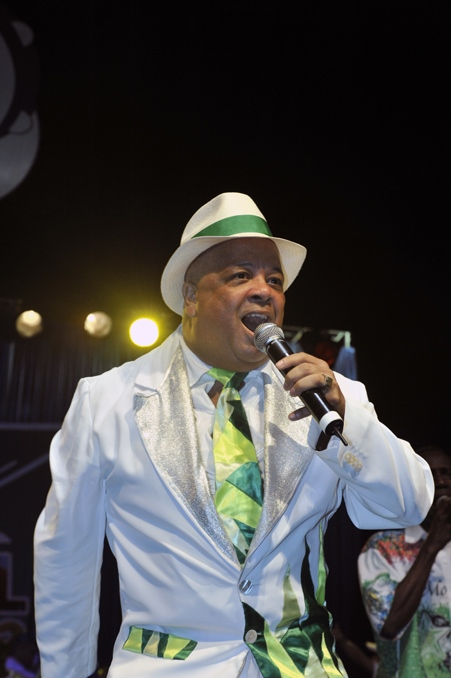
Luizinho Andanças, cantor e compositor brasileiro.

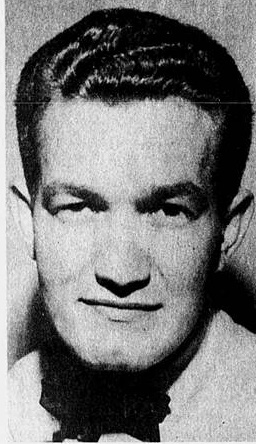
Léo Batista, jornalista e locutor brasileiro.

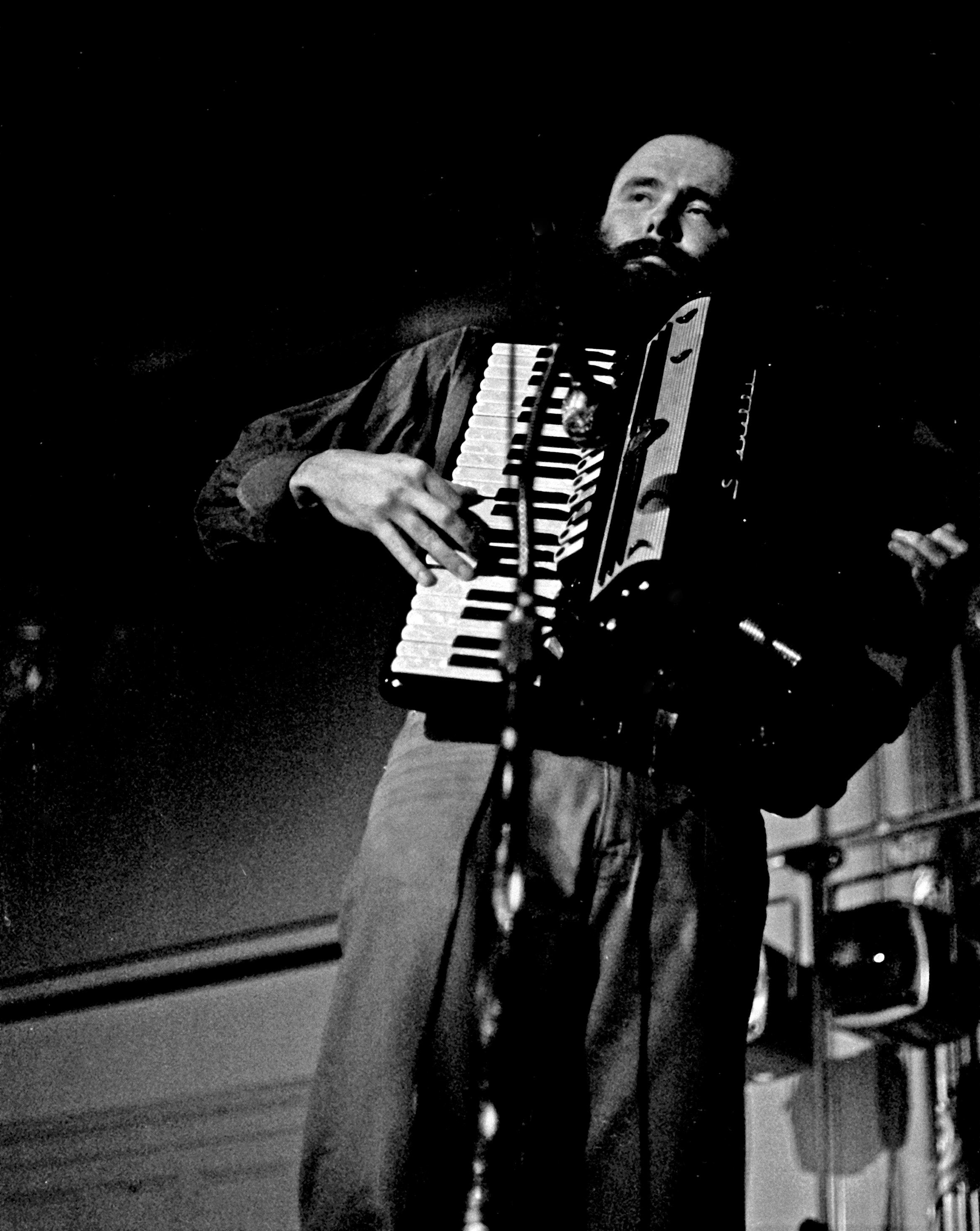
Garth Hudson, músico canadense.

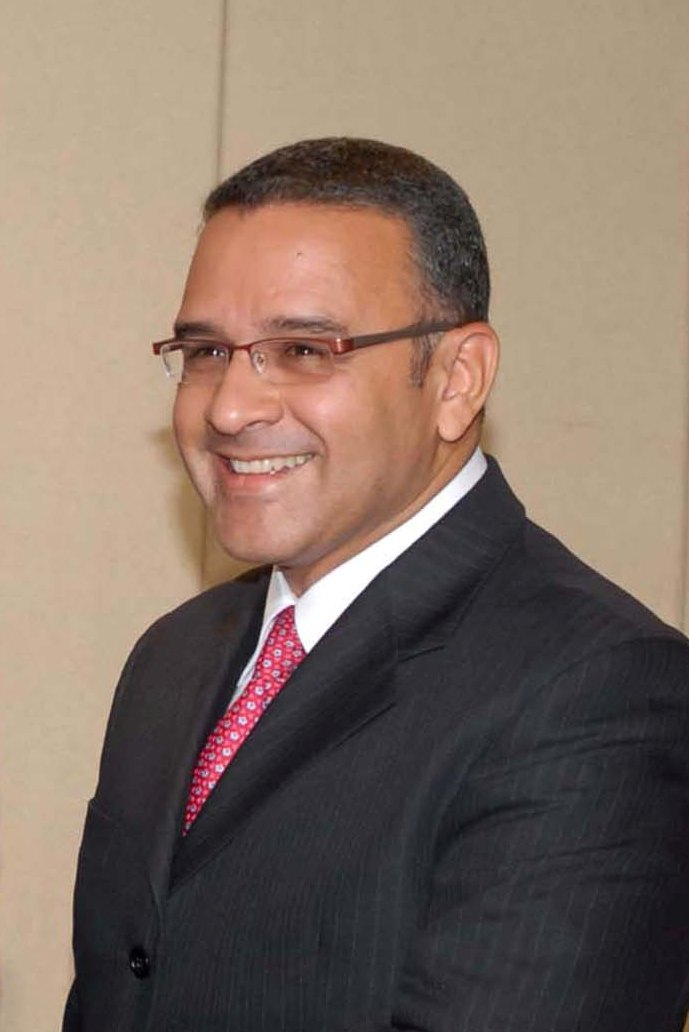
Mauricio Funes, político salvadorenho.

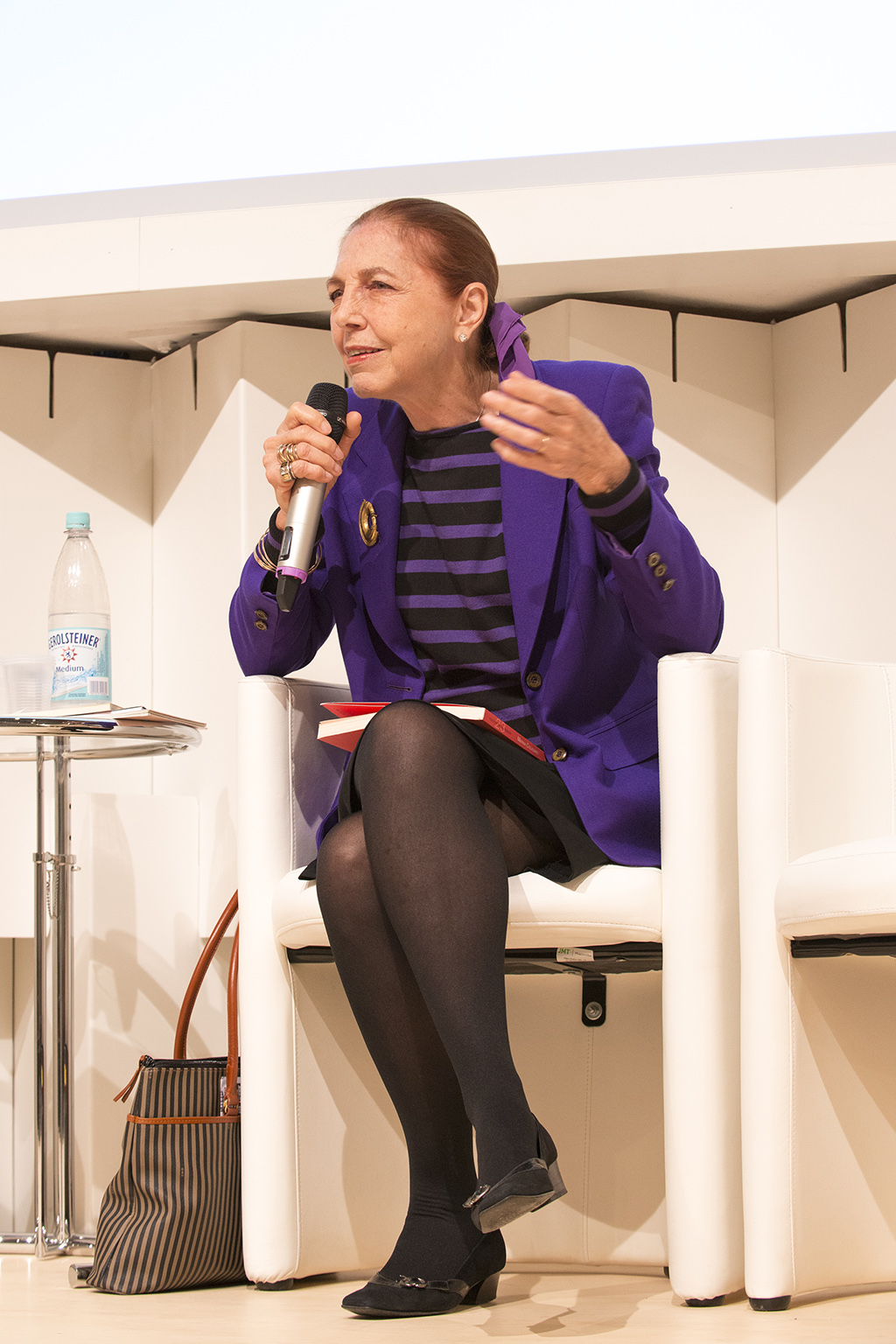
Marina Colasanti, escritora ítalo-brasileira.

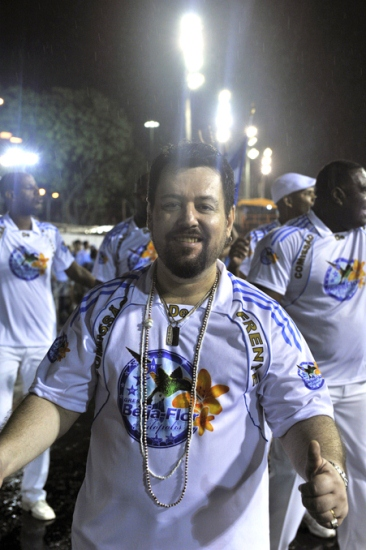
Fábio de Mello, coreógrafo brasileiro.

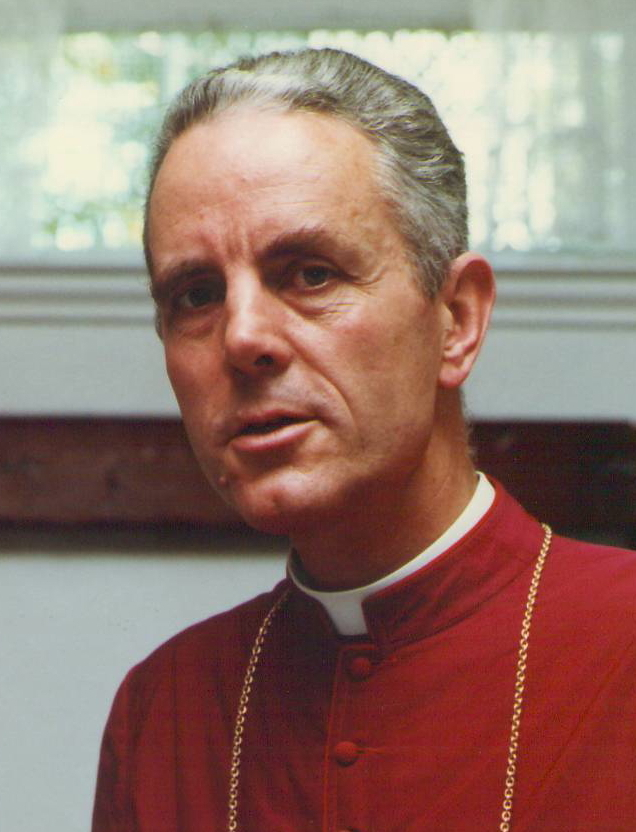
Richard Williamson, prelado britânico.

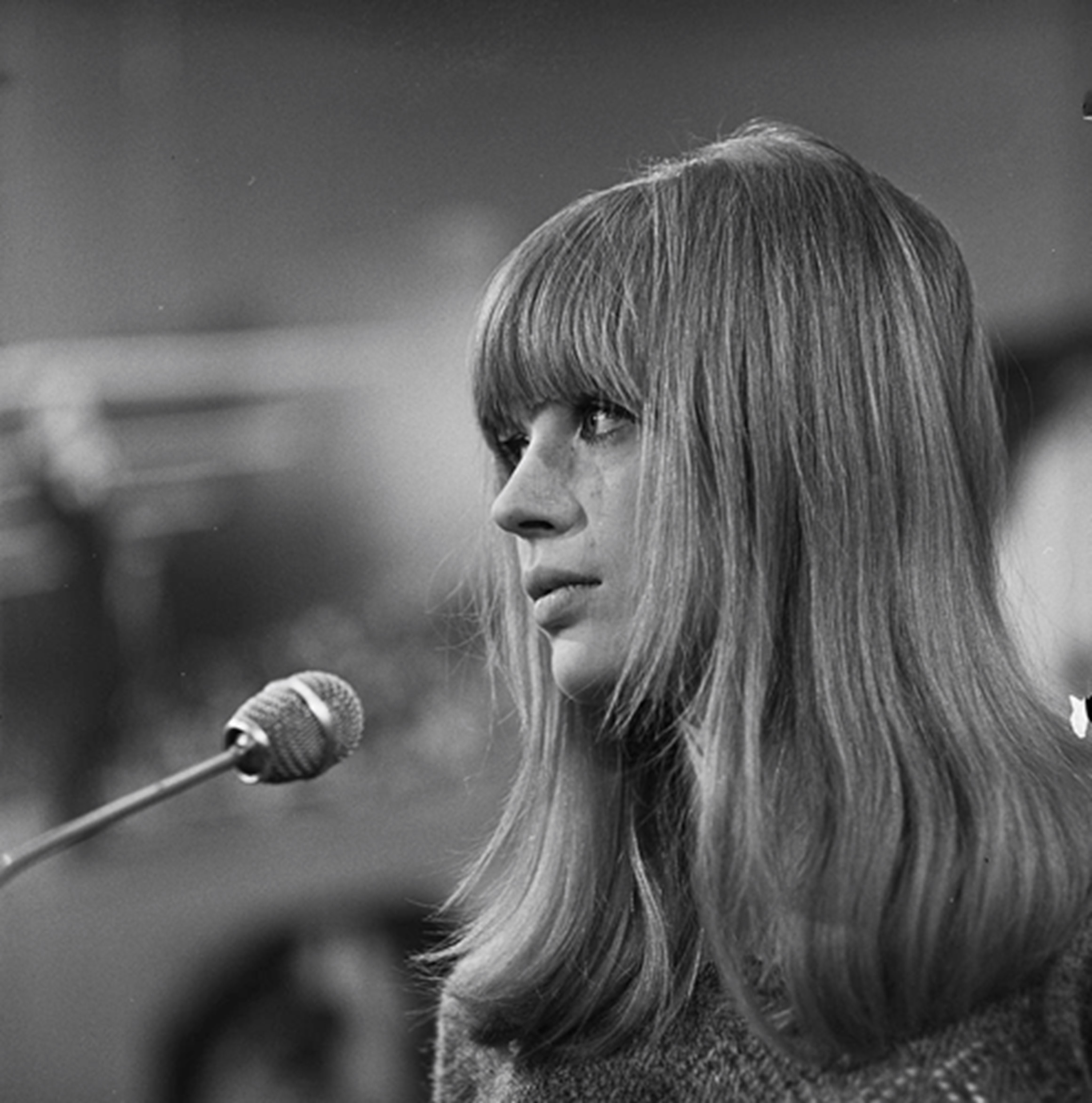
Marianne Faithfull, atriz e cantora britânica.

| Dia | Nome                          | Profissão ou motivo de reconhecimento | Nacionalidade                    | Nasc. | Ref     |
| --- | ----------------------------- | ------------------------------------- | -------------------------------- | ----- | ------- |
| 1   | Leo Dan                       | Cantor e ator                         | Argentina                        | 1942  | [ 1 ]   |
| 1   | David Lodge                   | Escritor                              | Reino Unido                      | 1935  | [ 2 ]   |
| 2   | Ágnes Keleti                  | Ginasta                               | Hungria                          | 1921  | [ 3 ]   |
| 2   | Cristóbal Ortega              | Futebolista e treinador               | México                           | 1956  | [ 4 ]   |
| 2   | Francesc Antich               | Político                              | Espanha                          | 1958  | [ 5 ]   |
| 2   | Werner Leimgruber             | Futebolista                           | Suíça                            | 1934  | [ 6 ]   |
| 2   | Derek Humphry                 | Romancista                            | Estados Unidos/ Reino Unido      | 1930  | [ 7 ]   |
| 3   | Gilbert Van Binst             | Futebolista                           | Bélgica                          | 1951  | [ 8 ]   |
| 3   | Brenton Wood                  | Cantor e compositor                   | Estados Unidos                   | 1941  | [ 9 ]   |
| 3   | Morris Bradshaw               | Jogador de futebol americano          | Estados Unidos                   | 1952  | [ 10 ]  |
| 3   | Constantine Manos             | Fotógrafo                             | Grécia/ Estados Unidos           | 1934  | [ 11 ]  |
| 3   | Hiroshi Hara                  | Arquiteto                             | Japão                            | 1936  | [ 12 ]  |
| 3   | James Arthur Ray              | Autor e palestrante                   | Estados Unidos                   | 1957  | [ 13 ]  |
| 3   | Willem van Kooten             | Empresário                            | Países Baixos                    | 1941  | [ 14 ]  |
| 4   | Peter Brandes                 | Pintor, escultor e fotógrafo          | Dinamarca                        | 1944  | [ 15 ]  |
| 4   | Claude Allègre                | Político e geoquímico                 | França                           | 1937  | [ 16 ]  |
| 5   | Juan Manuel Villa             | Futebolista                           | Espanha                          | 1938  | [ 17 ]  |
| 5   | Kostas Simitis                | Político                              | Grécia                           | 1936  | [ 18 ]  |
| 5   | Robert Hübner                 | Enxadrista e papirologista            | Alemanha                         | 1948  | [ 19 ]  |
| 5   | James Lee Williams            | Ator e drag queen                     | Reino Unido                      | 1992  | [ 20 ]  |
| 6   | António Couto dos Santos      | Político                              | Portugal                         | 1949  | [ 21 ]  |
| 6   | Arnaldo Santos                | Jornalista                            | Brasil                           | 1938  | [ 22 ]  |
| 6   | Raymond Saw Po Ray            | Prelado                               | Myanmar                          | 1948  | [ 23 ]  |
| 7   | Jean-Marie Le Pen             | Político                              | França                           | 1928  | [ 24 ]  |
| 7   | Carlos Pitta                  | Cantor e compositor                   | Brasil                           | 1955  | [ 25 ]  |
| 8   | Fabio Cudicini                | Futebolista                           | Itália                           | 1935  | [ 26 ]  |
| 8   | Padre Zé Linhares             | Político                              | Brasil                           | 1930  | [ 27 ]  |
| 8   | Françoise Choay               | Historiadora                          | França                           | 1925  | [ 28 ]  |
| 8   | Nancy Leftenant-Colon         | Enfermeira                            | Estados Unidos                   | 1920  | [ 29 ]  |
| 9   | Manuel Elkin Patarroyo        | Médico                                | Colômbia                         | 1946  | [ 30 ]  |
| 9   | Arlindo Fagundes              | Ilustrador                            | Portugal                         | 1945  | [ 31 ]  |
| 9   | Phyllis Dalton                | Figurinista                           | Reino Unido                      | 1925  | [ 32 ]  |
| 10  | Sam Moore                     | Músico                                | Estados Unidos                   | 1935  | [ 33 ]  |
| 10  | Ângela Ribeiro                | Atriz                                 | Portugal                         | 1940  | [ 34 ]  |
| 10  | Evgeniya Dobrovolskaya        | Atriz                                 | Rússia/ União Soviética          | 1964  | [ 35 ]  |
| 11  | Gildinho                      | Cantor e acordeonista                 | Brasil                           | 1942  | [ 36 ]  |
| 11  | Zora Palová                   | Artista                               | Eslováquia/ Tchecoslováquia      | 1947  | [ 37 ]  |
| 11  | Peter Messitte                | Juiz                                  | Estados Unidos                   | 1941  | [ 38 ]  |
| 12  | Claude Jarman Jr.             | Ator                                  | Estados Unidos                   | 1934  | [ 39 ]  |
| 12  | Marcello Lavenère             | Advogado                              | Brasil                           | 1938  | [ 40 ]  |
| 13  | Oliviero Toscani              | Fotógrafo                             | Itália                           | 1942  | [ 41 ]  |
| 13  | Fernanda Maria                | Cantora                               | Portugal                         | 1937  | [ 42 ]  |
| 13  | Bernd Cullmann                | Atleta                                | Alemanha                         | 1939  | [ 43 ]  |
| 13  | Paul Benacerraf               | Filósofo                              | Estados Unidos                   | 1930  | [ 44 ]  |
| 13  | Silvério do Canto             | Jornalista                            | Portugal                         | 1955  | [ 45 ]  |
| 14  | Benedito de Lira              | Político                              | Brasil                           | 1942  | [ 46 ]  |
| 14  | Elvira Gentil                 | Atriz                                 | Brasil                           | 1930  | [ 47 ]  |
| 14  | Estêvão de Rezende Martins    | Filósofo e historiador                | Brasil                           | 1947  | [ 48 ]  |
| 14  | Dietrich von Engelhardt       | Professor                             | Alemanha                         | 1941  | [ 49 ]  |
| 15  | Jeannot Szwarc                | Diretor de cinema                     | França                           | 1937  | [ 50 ]  |
| 15  | Rosny Smarth                  | Político                              | Haiti                            | 1940  | [ 51 ]  |
| 15  | Semen Samsonovich Kutateladze | Matemático                            | Rússia/ União Soviética          | 1945  | [ 52 ]  |
| 16  | David Lynch                   | Cineasta                              | Estados Unidos                   | 1946  | [ 53 ]  |
| 16  | Joan Plowright                | Atriz                                 | Reino Unido                      | 1929  | [ 54 ]  |
| 16  | Luís Cechinel                 | Político                              | Brasil                           | 1944  | [ 55 ]  |
| 17  | Denis Law                     | Futebolista                           | Reino Unido                      | 1940  | [ 56 ]  |
| 17  | François Ponchaud             | Prelado                               | França                           | 1939  | [ 57 ]  |
| 17  | Jules Feiffer                 | Escritor                              | Estados Unidos                   | 1929  | [ 58 ]  |
| 18  | Luizinho Andanças             | Intérprete, cantor e compositor       | Brasil                           | 1963  | [ 59 ]  |
| 18  | Evaldo Gonçalves              | Político                              | Brasil                           | 1933  | [ 60 ]  |
| 18  | Zé Glória                     | Compositor                            | Brasil                           | 1952  | [ 61 ]  |
| 18  | Benny Guagliardi              | Futebolista                           | Brasil                           | 1937  | [ 62 ]  |
| 19  | Léo Batista                   | Jornalista e locutor                  | Brasil                           | 1932  | [ 63 ]  |
| 19  | Pierre Mertens                | Escritor                              | Bélgica/ França                  | 1939  | [ 64 ]  |
| 19  | Márcia Lage                   | Carnavalesca                          | Brasil                           | 1960  | [ 65 ]  |
| 19  | Jeff Torborg                  | Jogador de futebol americano          | Estados Unidos                   | 1941  | [ 66 ]  |
| 19  | Gleuber Vieira                | Militar                               | Brasil                           | 1933  | [ 67 ]  |
| 20  | Bertrand Blier                | Diretor de cinema                     | França                           | 1939  | [ 68 ]  |
| 20  | Fred Newhouse                 | Velocista                             | Estados Unidos                   | 1948  | [ 69 ]  |
| 21  | Garth Hudson                  | Músico                                | Canadá                           | 1937  | [ 70 ]  |
| 21  | Mauricio Funes                | Político                              | El Salvador                      | 1959  | [ 71 ]  |
| 21  | Renina Katz                   | Artista plástica                      | Brasil                           | 1925  | [ 72 ]  |
| 21  | Abdul Salam Al-Mukhaini       | Futebolista                           | Omã                              | 1988  | [ 73 ]  |
| 22  | Vasco Rocha Vieira            | Político e militar                    | Portugal                         | 1939  | [ 74 ]  |
| 22  | Charlotte Raven               | Escritora e jornalista                | Reino Unido                      | 1969  | [ 75 ]  |
| 22  | Piruinha                      | Bicheiro                              | Brasil                           | 1929  | [ 76 ]  |
| 22  | Adriano Vasco Rodrigues       | Historiador                           | Portugal                         | 1928  | [ 77 ]  |
| 22  | Daniel Abugattás              | Político                              | Peru                             | 1955  | [ 78 ]  |
| 22  | Zoé Chatzidakis               | Matemática                            | França                           | 1955  | [ 79 ]  |
| 23  | Neilton Mulim                 | Político                              | Brasil                           | 1962  | [ 80 ]  |
| 23  | Benjamin Widom                | Químico e físico                      | Estados Unidos                   | 1927  | [ 81 ]  |
| 23  | John Adams Morgan             | Velejador                             | Estados Unidos                   | 1930  | [ 82 ]  |
| 24  | Mimis Domazos                 | Futebolista                           | Grécia                           | 1942  | [ 83 ]  |
| 24  | Moisés Espírito Santo         | Sociólogo e etnógrafo                 | Portugal                         | 1934  | [ 84 ]  |
| 24  | Unk                           | DJ e rapper                           | Estados Unidos                   | 1982  | [ 85 ]  |
| 24  | Rodolpho Tamanini Netto       | Pintor e artista plástico             | Brasil                           | 1951  | [ 86 ]  |
| 25  | Anastácio da Albânia          | Prelado                               | Grécia/ Albânia                  | 1929  | [ 87 ]  |
| 25  | Dražen Dalipagić              | Basquetebolista                       | Bósnia e Herzegovina/ Iugoslávia | 1951  | [ 88 ]  |
| 25  | Greg Bell                     | Atleta                                | Estados Unidos                   | 1930  | [ 89 ]  |
| 25  | Ikujiro Nonaka                | Professor                             | Japão                            | 1935  | [ 90 ]  |
| 25  | Filipe Abreu                  | Político                              | Portugal                         | 1947  | [ 91 ]  |
| 26  | Nuno Roby Amorim              | Jornalista                            | Portugal                         | 1962  | [ 92 ]  |
| 27  | Andrew Noel Schofield         | Engenheiro e professor                | Reino Unido                      | 1930  | [ 93 ]  |
| 27  | Alonzo Davis                  | Artista                               | Estados Unidos                   | 1930  | [ 94 ]  |
| 27  | Ian Vermaak                   | Tenista                               | África do Sul                    | 1933  | [ 95 ]  |
| 28  | Marina Colasanti              | Escritora                             | Itália/ Brasil                   | 1937  | [ 96 ]  |
| 28  | Fábio de Mello                | Coreógrafo                            | Brasil                           | 1963  | [ 97 ]  |
| 29  | Richard Williamson            | Prelado                               | Reino Unido                      | 1940  | [ 98 ]  |
| 29  | Zuzuca do Salgueiro           | Músico e compositor                   | Brasil                           | 1936  | [ 99 ]  |
| 29  | Evgenia Shishkova             | Patinadora                            | Rússia/ União Soviética          | 1972  | [ 100 ] |
| 29  | Vadim Naumov                  | Patinador                             | Rússia/ União Soviética          | 1969  | [ 100 ] |
| 29  | Salwan Momika                 | Ativista                              | Iraque                           | 1986  | [ 101 ] |
| 29  | Vinicius Figueiredo           | Filósofo, professor e tradutor        | Brasil                           | 1965  | [ 102 ] |
| 30  | Marianne Faithfull            | Atriz e cantora                       | Reino Unido                      | 1946  | [ 103 ] |
| 30  | Dick Button                   | Patinador artístico                   | Estados Unidos                   | 1929  | [ 104 ] |